# Asten (Górna Austria)
Asten – gmina targowa w Austrii, w kraju związkowym Górna Austria, w powiecie Linz-Land. Według Austriackiego Urzędu Statystycznego liczyła 6325 mieszkańców (1 stycznia 2015).